# Kleurwisseling
Kleurwisseling of kleurverandering is het vermogen van dieren om hun kleur aan te passen bij verandering van de omgeving en/of als gevolg van inwendig ritme, bijvoorbeeld vachtwisseling van de hermelijn in de lente en in de herfst het dragen van een prachtkleed bij vogels in de paartijd. 
Kleurwisseling berust op opeenhoping of verspreiding van kleurstofkorrels in kleurstofcellen (chromatoforen), als reactie op prikkeling door chemische stoffen uit de hersenen (neurohormonen).